# Дік Ван Дайк
Річард Уейн «Дік» Ван Дайк (англ. Dick Van Dyke; нар. 13 грудня 1925) — американський актор, комік, сценарист і продюсер.

## Життєпис
Ван Дайк народився у Вест-Плейнс (штат Міссурі) в родині Лорена Уейна Ван Дайка і Хейзл Воріч Маккорд. Його сім'я мала голландське походження. Ще в дитинстві він відчув бажання стати артистом, а натхнення до цього йому дали фільми з Лорелом і Харді в місцевому кінотеатрі. Його перший акторський досвід відбувся в середній школі в аматорському театрі.
Першого успіху домігся в 1960 році на Бродвеї, коли за роль в мюзиклі «Бувай, пташко» був удостоєний премії «Тоні». Через три роки мюзикл був екранізований, у фільмі Ван Дайк також зіграв свою роль. У 1964 році виконав роль Берта в кіноверсії мюзиклу «Мері Поппінс», за що був номінований на «Золотий глобус». З 1961 по 1966 рік Дік Ван Дайк був ведучим власного телешоу на каналі CBS, яке принесло йому три премії «Еммі». У 1979 році разом з актрисою Кетлін Куінлан зіграв головні ролі в останньому фільмі Стенлі Крамера, драмі «І спотикається що біжить».
У 1990-ті роки актор був виконавцем ролі доктора Марка Слоана в детективному телесеріалі «Діагноз: вбивство».